# J'ai dix ans (chanson)
Pour les articles homonymes, voir J'ai dix ans.
Ne doit pas être confondu avec l'album d'Aldebert, J'ai 10 ans.
Singles de Alain Souchon
T'aurais dû venir
(1975)
Pistes de J'ai dix ans
C'était un soir Le Château
J'ai dix ans est une chanson écrite et interprétée par Alain Souchon sortie en 1974. Composée par Laurent Voulzy, il s'agit du titre phare de l'album du même nom.

## Histoire de la chanson
Ce tube marque le début de la collaboration entre Alain Souchon et Laurent Voulzy. Ils se rencontrent grâce à leur maison de disques commune. Ils avaient précédemment peu de succès et vont créer ensemble une succession de tubes,,,. Sur le plan musical, cette chanson s'inspire, selon Laurent Voulzy lui-même, du riff de guitare dans le morceau Bip Bop inclus dans Wild Life, le premier album des Wings (1971).
Le texte se démarque des chansons habituelles, notamment avec le refrain : « t'are ta gueule à la récré », des mots coulés dans le rythme (à la façon des rappeurs quelques années plus tard), compressés, avec un phrasé évoquant l'enfance,.

## Reprises
- En 2005, la chanson a été reprise par les Enfoirés, sur l'album Le Train des Enfoirés avec Jean-Louis Aubert, Jenifer et Michael Jones.
- Arthur H a repris cette chanson en 2017 sur l'album hommage à Alain Souchon, Souchon dans l'air.
- Kids United Nouvelle Génération a repris cette chanson en 2018 sur l'album Au bout de nos rêves.
- Alain Souchon reprend le titre en 2011 sur son album À cause d'elles.

## Dans la culture
Sauf indication contraire, les informations mentionnées dans cette section peuvent être confirmées par la base de données cinématographiques IMDb,  présente dans la section « Liens externes ».
J'ai dix ans est entendue dans les films La Guerre des boutons de Yann Samuell (2011) et Terre battue de Stéphane Demoustier (2014).